# 文化圏

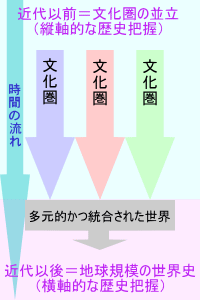
歴史学における近代以前と近代以後
1970年代以後の日本の歴史学では、以前支配的であった古代・中世・近代の三区分法にかわって、近代以前・近代以後という二区分法が主流となってきている。二区分法では近代以前を多様な文化圏の併存する世界として描き、文化圏ごとに独自に展開する世界史を時間軸（縦軸）を中心に記述する。近代以後はその文化圏が緊密に結びついて一体化した、地球規模のグローバルな世界を空間軸（横軸）を中心として記述する傾向にあり、近代以前と近代以後の対比が重視されている

文化圏（ぶんかけん）とは、一定の文化様式によって結びつけられた地域。また一定の文化様式を特定の地域に想定する学術用語。その領域内ではある一定の文化様式が支配的な影響力を持ち、その文化様式によって一定の形式に従った歴史発展がされる。もしくはそのような文化圏を想定することで、地域ごとに独自の歴史発展を提示する。したがって文化圏を想定することで、文化を軸に地域史を構成することが可能となり、文化圏では時間軸を中心にした歴史像を記述をすることが可能である。日本の歴史学では「地域世界」もほぼ同義に使われる。

## 定義と特徴
「文化圏」の語は、ドイツの民族学者ヴィルヘルム・シュミットの1924年の著作で唱えられた"kulturkreis"の訳語とされる。「文化圏」が重要な用語となったのは、20世紀以後のことで比較的最近である。近代のヨーロッパ中心的な歴史認識の限界が指摘されるようになると、ヨーロッパ以外の地域ごとに独自の文化的発展を見る「文化圏」という地域的世界が設定されるようになった。とくに従来「進歩」したヨーロッパの対極として、「停滞」としてのアジア、「未開」のアフリカというような一面的な歴史像がヨーロッパ以外の地域に押しつけられていたが、それらの地域に独自の「文化圏」を設定することで、アジア・アフリカ内の各諸民族・諸国家どうしの文化的相違もより具体的に把握され、独自の歴史発展が想定されるようになった。これは同時にヨーロッパを「文化圏」の一つと位置づけることで相対化することにもつながった。

## 「文化圏」の背景

### 西洋的な歴史認識
日本の歴史学は西欧の近代歴史学の直接的な継受のもとに成立し、西欧史学の歴史観をほとんどそのまま継承した。とくに第二次世界大戦前後においてはマルクス主義の発展段階説が多大な影響力を持ち、ヨーロッパの歴史観に基づいた古代・中世・近代の歴史の三区分法など歴史認識においてはヨーロッパの歴史研究の視点をそのまま受け継いでいた。日本史や東洋史の分野でも三区分法はそのまま導入され、設定されていたが、「それぞれの区分を具体的にいつごろに設定するか」を巡って論争が絶えず、これらの分野では必ずしも時代区分についての共通理解が確定されているとは言い難かった。

### 日本歴史学における歴史認識の転回
ところが1960年代になると、日本の中世史研究や中国史の研究で画期的な学説が提唱され、歴史観の転換を促すこととなった。具体的には従来日本史や東洋史の時代区分論争が西洋史との比較においてされていたのに対し、これらの学説はそれぞれの領域において固有の発展形式を示唆するもので、従来の西洋史的な歴史認識に大きな反省を促すものとなった。

### 歴史的個性として、「文化圏」あるいは「地域世界」
1970年に高等学校の学習指導要領が改訂され、高校教科書において、近代以前の歴史世界に複数の「文化圏」を設定し、各地域ごとに行動様式や文化様式、歴史的発展に個性的な性格を想定してそれらを時間軸にそって記述することがおこなわれるようになった。同時期『岩波講座 世界歴史』（1969年～1971年）が刊行され、このシリーズにおいても近代以前に複数の「地域世界」が設定され、やはり各地域に固有の歴史的発展を記述するようになった。1970年代以降日本の歴史学において、地域をこえた統合に向かう近代以後の世界と地域ごとに独自の発展をする近代以前の世界という二分的な歴史像が主流となり、近代以前は「文化圏」あるいは「地域世界」を単位として歴史像の模索がされるようになった。

### 展望
21世紀の現在、「文化圏」あるいは「地域世界」を中心とした歴史認識は、一部において近代以後に射程をのばそうとしている。とくに冷戦後の多元的な方向に向かうかに見える国際情勢、EUによるヨーロッパの地域統合は、地域史への関心を深め、歴史的個性としての「文化圏」あるいは「地域世界」に近代以後の歴史認識においても一定の価値を認めようという動きを支えるものとなっている。